# Добра (гмина, Турекский повет)
Добра (пол. Dobra) — гмина (волость) в Польше, входит как административная единица в Турекский повет, Великопольское воеводство. Население — 6404 человека (на 2004 год).

## Соседние гмины
1. Гмина Гощанув
2. Гмина Кавенчин
3. Гмина Пенчнев
4. Гмина Поддембице
5. Гмина Пшикона
6. Гмина Турек
7. Гмина Унеюв
8. Гмина Варта